# Филиппинцы в США
Филиппинцы в США (англ. Filipino Americans, часто сокращают как «Fil-Ams») — американцы филиппинского происхождения. Являются второй по численности группой в числе американцев азиатского происхождения. В то же время, это крупнейшая филиппинская диаспора в мире.
На 2007 год по данным Бюро переписи населения США, около 3,1 миллиона человек в США расценивались как филиппинцы, 80 % из них были американскими гражданами. На тот же 2007 год, Государственный департамент США оценивал численность филиппинской диаспоры в 4 миллиона человек, что составляет 1,5 % населения страны.

## История
Исследователи выделяют 4 основных волны миграции филиппинцев в США.
Первая из них относится к временам, когда Филиппины были частью Новой Испании, а затем и испанской Ост-Индии. Этот период завершился в 1906 г. с утратой Испанией колоний в Ост-Индии, Испано-американской и Филиппино-американской войнами.
Вторая волна иммиграции протекала в годы, когда Филиппины были колонией США. Иммиграция в те годы была неограниченной в отличие от иммиграции других азиатских народов. Эта волна закончилась в 1934 г. с обретением Филиппинами независимости и ограничением иммиграции до 50 человек в год.
Третья волна последовала после событий Второй мировой войны и завершилась в 1965 г. Иммиграция была осложнена квотами до 100 человек в год. Американское гражданство могли получить также служившие во время войны и некоторые другие группы населения.
Четвёртая и нынешняя волна началась в 1965 г. в связи с новой иммиграционной политикой США и отменой квот.

## Расселение
По данным на 2008 г., каждый четвёртый филиппинец проживал на юге Калифорнии (примерно 1 миллион человек). В агломерации Лос-Анджелеса их численность составляет 370 тыс. чел., а в округе Лос-Анджелес — 262 тыс. чел. Округ со вторым по численности филиппинским населением — Сан-Диего, где на 2000 г. проживало более 145 тыс. филиппинцев, в последующие годы их число ещё возросло. Кроме того, Сан-Диего — единственный округ США, где филиппинцы составляют большинство азиатского населения.
В районе залива Сан-Франциско проживают около 320 тыс. филиппинцев, в Нью-Йорке — 215 тыс., в штате Гавайи — 275 тыс. Велика филиппинская диаспора также в других крупных городах Калифорнии и на юге США.

## Языки и религия
Филиппинцы в США говорят на тагальском, илоканском, капампанганском, пангасинанском, бисайских и других языках. В то же время практически все они свободно владеют английским. Тагальский — пятый язык в США по числу говорящих (около 1 262 тыс. чел).
Большинство филиппинского населения США, как и населения филиппинского архипелага, являются христианами. Это объясняется длительным периодом колонизации архипелага Испанией и укоренением католического наследия и ценностей.